# كاثي رينولدز
كاثي رينولدز (بالإنجليزية: Cathy Reynolds)‏ هي لاعبة غولف أمريكية، ولدت في 19 يوليو 1957 في كانساس سيتي في الولايات المتحدة.